# Batesville (Ohio)
Batesville es una villa ubicada en el condado de Noble en el estado estadounidense de Ohio. En el Censo de 2010 tenía una población de 71 habitantes y una densidad poblacional de 201,57 personas por km².

## Geografía
Batesville se encuentra ubicada en las coordenadas 39°54′49″N 81°16′57″O / 39.91361, -81.28250. Según la Oficina del Censo de los Estados Unidos, Batesville tiene una superficie total de 0.35 km², de la cual 0.35 km² corresponden a tierra firme y (0%) 0 km² es agua.

## Demografía
Según el censo de 2010, había 71 personas residiendo en Batesville. La densidad de población era de 201,57 hab./km². De los 71 habitantes, Batesville estaba compuesto por el 95.77% blancos, el 1.41% eran afroamericanos, el 0% eran amerindios, el 0% eran asiáticos, el 0% eran isleños del Pacífico, el 0% eran de otras razas y el 2.82% pertenecían a dos o más razas. Del total de la población el 0% eran hispanos o latinos de cualquier raza.